# Ideální manželství
Ideální manželství (v originále Le Beau Mariage) je francouzský hraný film z roku 1982, který režíroval Éric Rohmer podle vlastního scénáře. Snímek měl světovou premiéru na filmovém festivalu dne 19. května 1982.

## Děj
Sabine je studentkou dějin umění a udržuje vztah s malířem Simonem, který je ženatý a má dítě. Sabine se ho ale rozhodne opustit a oznámí mu, že se chce vdát, aniž by zatím věděla za koho.
Sabine se vrací domů do Le Mans, kde pracuje jako prodavačka v obchodě se starožitnostmi. Svěří se se svým úmyslem vdát se své nejlepší kamarádce Clarisse. Ta ji na svatební hostině svého bratra představí svému bratranci Edmondovi, svobodnému právníkovi, který je o několik let starší než ona. Sabine si je jistá, že dokáže Edmonda milovat.

## Obsazení
| Béatrice Romand   | Sabine                         |
| André Dussollier  | Edmond                         |
| Féodor Atkine     | Simon                          |
| Arielle Dombasle  | Clarisse, Edmondova sestřenice |
| Huguette Faget    | Maryse, antikvářka             |
| Sophie Renoir     | Lise, sestra Sabine            |
| Pascal Greggory   | Nicolas, bratr Clarisse        |
| Virginie Thévenet | Nicolasova žena                |
| Denise Bailly     | komtesa                        |
| Vincent Gauthier  | Claude                         |
| Patrick Lambert   | cestující                      |

## Ocenění
- Grand prix du cinéma français
- César: nominace na nejlepší původní scénář (Éric Rohmer)